# Walter Abraham
Walter Abraham (* 25. Oktober 1896 in Beeskow; † 24. Juni 1963 in Hamburg) war ein deutscher Polizeigeneral, zuletzt Generalmajor der Polizei und SS-Brigadeführer im Zweiten Weltkrieg.

## Leben
Nach der Teilnahme am Ersten Weltkrieg trat Abraham in den Polizeidienst ein. Bald nach der Machtergreifung durch die Nationalsozialisten wurde Abraham Mitte Mai 1933 Leiter der Hamburger Staatspolizei, dem Vorläufer der örtlichen Gestapo. Diese Funktion, in der er für NS-Gewaltverbrechen mitverantwortlich war, bekleidete er bis Oktober 1933. Danach gehörte er dem Stab der Landespolizei Brandenburg an. Am 7. Februar 1938 beauftragte er die Aufnahme in die NSDAP und wurde rückwirkend zum 1. Mai 1937 aufgenommen (Mitgliedsnummer 5.918.712). Beim Chef der Ordnungspolizei wurde er Sachbearbeiter für Reichsverteidigungsfragen und schließlich Amtsleiter im Hauptamt Ordnungspolizei.
Während des Zweiten Weltkrieges wurde Abraham 1940 Stabschef bei der Berliner Schutzpolizei. Anfang März 1944 wurde er in die SS übernommen (SS-Nummer 474.730) und Mitte Mai 1944 rückwirkend zu seinem Eintrittsdatum zum SS-Oberführer ernannt. Am 20. April 1944 wurde er zum SS-Brigadeführer und Generalmajor der Polizei befördert, dem höchsten Rang, den er bei SS und Polizei erreichte. Kurz zuvor war er am 11. April 1944 als Befehlshaber der Ordnungspolizei in Münster eingesetzt worden und bekleidete diesen Posten bis Mitte September 1944. Anschließend wurde er Kommandeur der Schutzpolizei in Hamburg. Von Anfang Januar 1945 bis zum Kriegsende war er zudem Befehlshaber der Ordnungspolizei im Wehrkreis 10 (Hamburg) und Stabschef des Höheren SS- und Polizeiführers Georg-Henning Graf von Bassewitz-Behr.
Nach Kriegsende befand er sich bis zum 7. Mai 1947 in britischer Internierung. Anschließend lebte er in Hamburg und betrieb erfolglos seine Wiedereinstellung in den Polizeidienst. Im Zuge der Entnazifizierung wurde er nach einem Spruchkammerverfahren 1949 in die Kategorie V (Entlastet) eingestuft. Er erhielt schließlich hohe Versorgungsbezüge, die 1954 beispielsweise 1000 DM betrugen.